# ヨーク郡 (ペンシルベニア州)
ヨーク郡（英: York County）は、アメリカ合衆国ペンシルベニア州の南部に位置する郡である。州南中部の広大で肥沃な農業地帯であるサスケハナ・バレーの中にある。人口は45万6438人（2020年）。郡庁所在地はヨークであり、同郡で人口最大の都市である。
ヨーク郡はその全体でヨーク・ハノーバー都市圏を構成し、さらに大きなハリスバーグ・ヨーク・レバノン広域都市圏に属している。広域都市圏の人口は120万人を超えている。

## 歴史
ヨーク郡は1749年8月19日に、ランカスター郡から分離して設立された。郡名は、ヨーク公ジェームズあるいはイングランドのヨーク市およびヨークシャーのどちらかから採られた。1777年11月15日にヨークで開催されていた第二次大陸会議で連合規約が採択されたことに基づき、1960年代に地方政府と事業界はヨークをアメリカ合衆国最初の首都であると言い始めた。それ以後歴史家の間でこの命題に関する議論を呼んでいる。アメリカ合衆国議会は、ヨークと、ヨーク郡の東側、サスケハナ川に沿うライツビル・ボロを、ワシントンD.C.が首都に選定されるまでの恒久的な首都だったと考えている。

## 地理
アメリカ合衆国国勢調査局に拠れば、郡域全面積は910平方マイル (2,358 km2)であり、このうち陸地904平方マイル (2,343 km2)、水域は6平方マイル (15 km2)で水域率は0.64%である。東側郡境をサスケハナ川が流れ、南側郡境はメリーランド州境になるメイソン＝ディクソン線である。

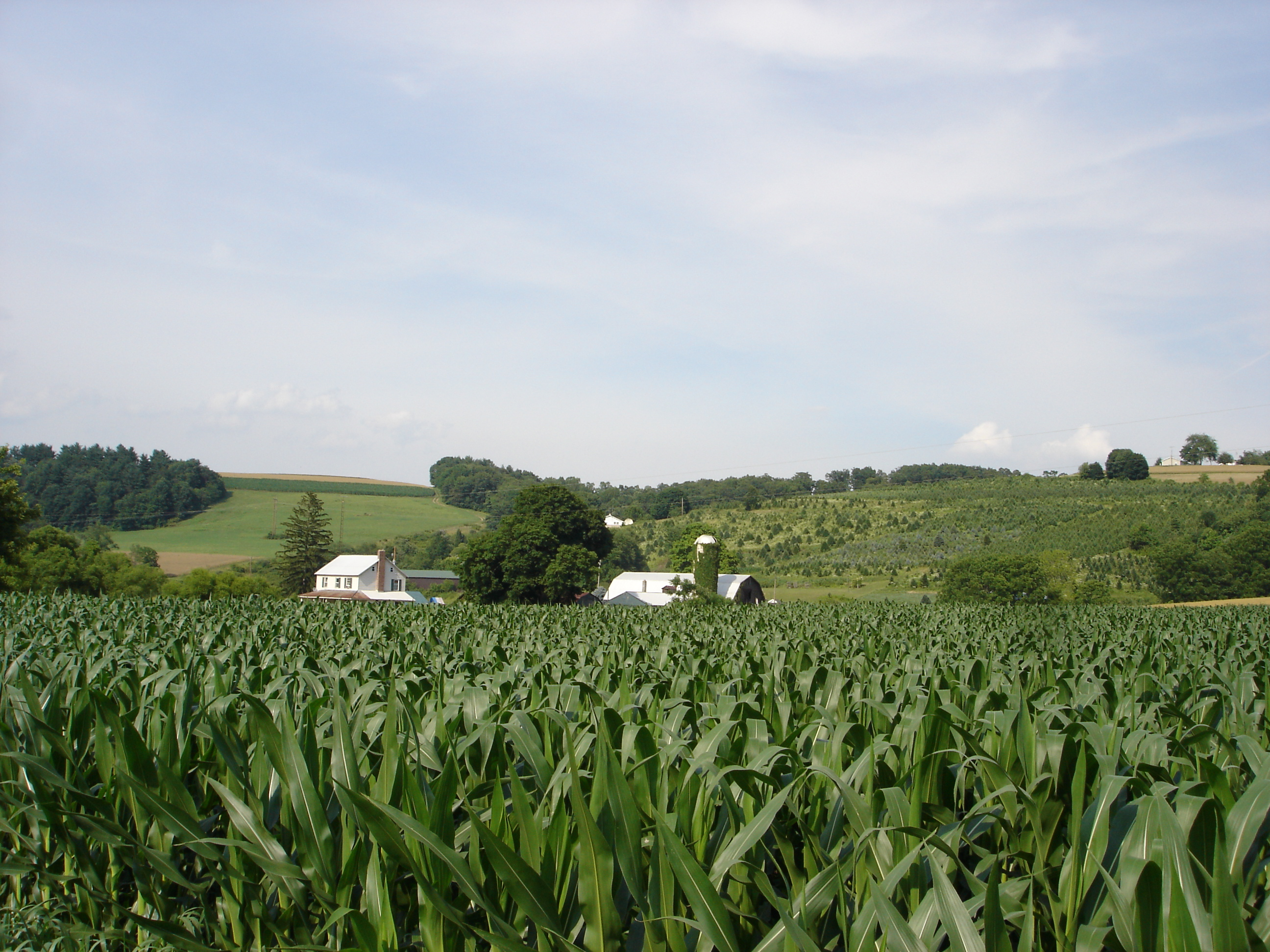
ヨーク郡の農園

### 隣接する郡
- カンバーランド郡 - 北
- ドーフィン郡 - 北東
- ランカスター郡 - 東
- ハーフォード郡 (メリーランド州) - 南東
- ボルチモア郡 (メリーランド州) - 南
- キャロル郡 (メリーランド州) - 南西
- アダムズ郡 - 西

## 大都市統計地域
アメリカ合衆国行政管理予算局はヨーク郡をヨーク・ハノーバー大都市圏に指定してきた。2012年7月1日時点でアメリカ合衆国国勢調査局はこの大都市圏をその人口で国内第114位にランク付けしている。
行政管理予算局はこの大都市圏をさらに広大なハリスバーグ・ヨーク・レバノン広域都市圏に含め、2012年7月1日時点で、その人口で国内第49位としている。

## 人口動態
以下は2000年国勢調査による人口統計データである。
| 基礎データ - 人口: 381,751人 - 世帯数: 148,219 世帯 - 家族数: 105,531 家族 - 人口密度: 163人/km2（422人/mi2） - 住居数: 156,720軒 - 住居密度: 67軒/km2（173軒/mi2） 人種別人口構成 - 白人: 92.76% - アフリカン・アメリカン: 3.69% - ネイティブ・アメリカン: 0.18% - アジア人: 0.86% - 太平洋諸島系: 0.03% - その他の人種: 1.39% - 混血: 1.10% - ヒスパニック・ラテン系: 2.96% 先祖による構成 - ドイツ系：42.0% - アメリカ人：12.6% - アイルランド系：7.7% - イギリス系：6.4% - イタリア系：5.1% 言語による構成 - 英語：94.8% - スペイン語：2.9% | 年齢別人口構成 - 18歳未満: 24.6% - 18-24歳: 7.5% - 25-44歳: 30.3% - 45-64歳: 24.0% - 65歳以上: 13.5% - 年齢の中央値: 38歳 - 性比（女性100人あたり男性の人口） - 総人口: 96.7 - 18歳以上: 93.8 世帯と家族（対世帯数） - 18歳未満の子供がいる: 32.5% - 結婚・同居している夫婦: 58.3% - 未婚・離婚・死別女性が世帯主: 9.0% - 非家族世帯: 28.8% - 単身世帯: 23.3% - 65歳以上の老人1人暮らし: 9.2% - 平均構成人数 - 世帯: 2.52人 - 家族: 2.98人 |

ヨーク・ハノーバー大都市圏はアメリカ合衆国北東部で人口成長率の高い地域であり、2006年の大都市および小都市圏推計人口において、国内でも高い方だった。2000年から2006年の成長率は9.1%であり、国内第95位だった。
郡内トマスビルにはマーティンズ・ポテトチップス、ハノーバーにはユッツ・クォリティ・フーズとスナイダーズ・オブ・ハノーバー、ハノーバー・フーズ、ヨークにはギブルズ・ポテトチップス、ウルフガング・キャンディ、ボントン、デンツプライがあり、またハーレーダビッドソンの主力工場もある。

## 言語と方言
郡内では中央ペンシルベニア州アクセントとサスケハナ方言がよく聞かれる言葉だが、多くのメノナイトやペンシルベニア・ダッチの子孫が住んでおり、ペンシルベニアドイツ語英語に近い方言を話している。
ヨーク市とその周辺ではヒスパニック系の住民が増えており、その多くは第一言語としてスペイン語を話している。

## 政治
2008年11月時点でヨーク郡には299,414人の登録有権者がいた。
- 共和党: 143,261 (47.85%)
- 民主党: 112,207 (37.48%)
- その他の政党: 43,946 (14.68%)

ヨーク郡はアメリカ合衆国下院議員ペンシルベニア州第4選挙区に属し、2013年時点では共和党議員を選出している。ペンシルベニア州議会下院では第47、第92、第93、第94、第95、第193および第196の7選挙区に属している。2013年時点で下院議員は共和党6人、民主党1人となっている。

## 都市と町

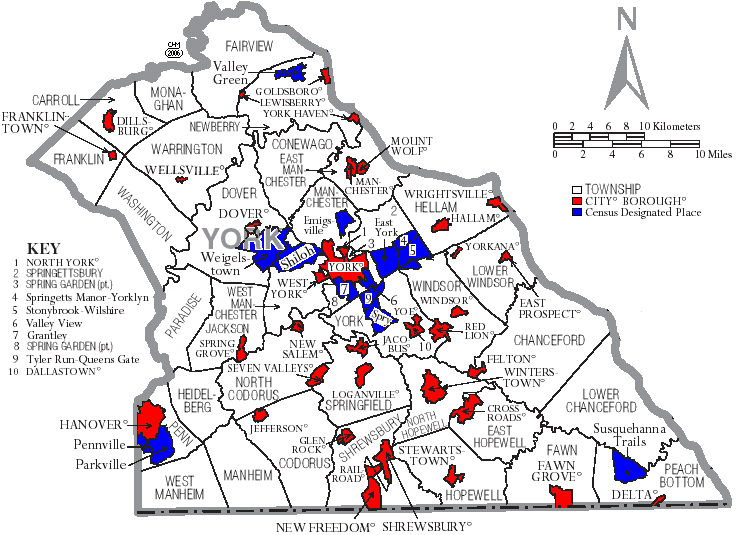
ヨーク郡の自治体、ボロは赤、タウンシップは白、国勢調査指定地域は青

ペンシルベニア州法の下では4種類の自治体がある。市、ボロ、タウンシップ、町である。

### 都市
| - ヨーク - 郡庁所在地 |

### ボロ
| - クロスローズ - ダラスタウン - デルタ - ディルズバーグ - ドーバー - イーストプロスペクト - フォーングローブ - フェルトン - フランクリンタウン | - グレンロック - ゴールズボロ - ハラム - ハノーバー - ジェイコブス - ジェファーソン - ルイスベリー - ローガンビル - マンチェスター | - マウントウルフ - ニューフリーダム - ニューセイラム - ノースヨーク - レイルロード - レッドライアン - セブンバレーズ - シュルーズベリー - スプリンググローブ | - スチュワーツタウン - ウェルズビル - ウェストヨーク - ウィンザー - ウィンターズタウン - ライツビル - ヨー - ヨークヘイブン - ヨーカナ |

### タウンシップ
| - キャロル - チャンスフォード - コドラス - コーンウェイゴ - ドーバー - イースト・ホープウェル - イースト・マンチェスター - フェアビュー - フォーン - フランクリン - ハイデルバーグ - ヒラム | - ホープウェル - ジャクソン - ローワー・チャンスフォード - ローワー・ウィンザー - マンチェスター - マンハイム - モナガン - ニューベリー - ノース・コドラス - ノース・ホープウェル - パラダイス - ピーチボトム | - ペン - シュルーズベリー - スプリングガーデン - スプリンゲッツベリー - スプリングフィールド - ウォーリントン - ワシントン - ウェストマンチェスター - ウェストマンハイム - ウィンザー - ヨーク |  |

### 国勢調査指定地域
国勢調査指定地域はアメリカ合衆国国勢調査局が人口統計データを取るために設定した地域である。州法の下では実際の司法権が及ぶ範囲ではない。村などその他の未編入領域も下記に挙げる。
| - イーストヨーク - エミッグスビル - グラントリー - ニューマーケット | - パークビル - ペンビル - クイーンズゲイト - シャイロー | - スプリー - ストーニーブルック - サスケハナトレイルズ - タイラーラン | - バレーグリーン - バレービュー - ウィーゲルズタウン - ヨークリン |

### 未編入の町
| - クラリー - ファイアサイドテラス - ハノーバージャンクション | - ホープウェルセンター - リーダーズハイツ - ノーブー - オアバレー | - スプリングフォージ - ストラインズタウン - トマスビル |

## 教育

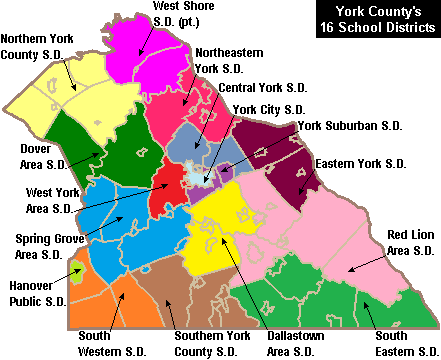
ヨーク郡教育学区の区分図

### 公共教育学区
- セントラル・ヨーク教育学区
- ダラスタウン地域教育学区
- ドーバー地域教育学区
- イースタン・ヨーク教育学区
- ハノーバー公共教育学区
- ノースイースタン・ヨーク教育学区
- 北ヨーク郡教育学区
- レッドライアン地域教育学区
- 南東教育学区
- 南西教育学区
- 南ヨーク郡教育学区
- スプリンググローブ地域教育学区
- ウェストショア教育学区
- ウェスト・ヨーク地域教育学区
- ヨーク市教育学区
- ヨーク郊外教育学区

### 公共職業訓練校
- ヨーク郡工業学校

### 公共チャータースクール
- ヘレン・サックストン・チャータースクール（6年生-8年生） - ヨーク[11]
- クリスパス・アタックス・ユースビルド・チャータースクール（幼稚園生-6年生） - ヨーク
- リンカーン・チャータースクール - ヨーク
- ニューホープ・アカデミー・チャータースクール（幼稚園生-6年生） - ヨーク
- ヨーク・アカデミー地域チャータースクール
- ヨーク・アダムズ・アカデミー（元ヨーク郡高校）

### 独立系学校
- ヨーク郡デイスクール（幼稚園前-12年生）
- ヨーク・カトリック高校（7年生-12年生）
- セントジョセフ学校（幼稚園前-6年生）

### 中間ユニット
リンカーン中間ユニット（第12）にはアダムズ郡、フランクリン郡、ヨーク郡が含まれている。この機関は教育学区、家庭教育を受けた生徒、私立学校を管轄し、特別教育、複合購買、教育法を提供している。サマー・アカデミーを実施し、才能ある成績の良い生徒の個人的需要に合わせた芸術と学業の授業を行っている。他にもカリキュラム・マッピング、学校雇員のための専門性開発、成人教育、非公開授業、事業サービス、移民と英語が第二言語の者向け講習、授業法講習、特別教育、管理法講習、技術講習を行っている。高校卒業資格を得たい成人向けに一般教育開発プログラムや読み書きプログラムもある。この中間ユニットは13人の委員会で運営され、各委員は25の教育学区から選ばれた地方教育委員会の委員である。任期は3年間である。州内には29の中間ユニットがある。教育学区、州および連邦政府の特別予算と認証により資金が手当てされている。中間ユニットには課税権が無い。

### 高等教育機関
- ペンシルベニア州立大学ヨーク校（英語版）
- ハリスバーグ地域コミュニティカレッジ（英語版） - ヨーク校
- ヨーク芸術大学（英語版）
- ヨークカレッジ・ペンシルベニア校（英語版）
- 統合実業学校ヨーク校
- ヨーク工業大学
- ヨークタウン実業大学

### 成人教育
- モル地モア・メッセージ学校
- 統合実業学校ヨーク校
- DCS自動車学校
- ファイブスター自動車学校
- ジョージ・B・シュー自動車学校
- クルピンスキ自動車学校
- ラーズ運転者教育と訓練相談所
- モータサイクル技術センター
- ヨーク工業大学
- ヨーク・タイム大学
- ヨークタウン実業大学

## 著名な出身者
- ヘイルストーム、ロックバンド、郡南部のレッドライアン出身
- ライブ1990年代のロックバンド
- クレイグ・シェイファー、俳優